# Gabillema
Der Gabillema, auch Gabilemma, Arufta oder Asboru, ist ein Stratovulkan, der sich im Addadograben in Äthiopien befindet.
Rhyolithische Lavadome befinden sich auf den Flanken und ein basaltisches Lavafeld, das 5 × 17 km groß ist, ist einem großen Gebiet an Erdspalten und Spatterkegeln am Nordhang des Gabillema entsprungen. Junge Lavaflüsse treten im Süden und Osten des Vulkans, letztere an Ost-West-Spalten, auf.
Diese Periode der Verjüngung, die nicht im direkten Zusammenhang mit dem Gabillema steht, schließt auch rhyolithischen und basaltischen Vulkanismus ein.
Der Eisengehalt im Gestein beträgt 10,30 %, der Natriumgehalt 2,11 %.
Im Umkreis von 30 Kilometern leben 12.626 Menschen.